# Хайнсберг
 Тази статия е за града в Германия.  За окръга вижте Хайнсберг (окръг).  
Хайнсберг (на немски: Heinsberg е главен град на окръг Хайнсберг, регион Кьолн в провинция Северен Рейн-Вестфалия, Германия.
Хайнсберг има 40 913 жители (към 31 декември 2012) и се намира на около 32 км югозападно от Мьонхенгладбах и на около 35 км северно от Аахен, на югозападния край на долината на Рур, близо до Нидерландия. До града река Вурм се влива в Рур.